# 江岸駅
江岸駅（カンアンえき、朝鮮語: 강안역）は、朝鮮民主主義人民共和国平安北道新義州市にある駅で、江岸線に属する。

## 歴史
- 1906年4月3日：京義線の新義州駅として開業。
- 1911年11月1日：当駅を新義州荷扱所へ改称の上で、新義州（現：新義州青年）駅を現在の位置に移転、新義州駅 - 当駅間1.8kmを京義線から分離の上で新義州荷扱所線に改称[1]。
- 1936年6月1日：新義州江岸駅に改称[2]。
- 1943年3月31日：旅客営業廃止[3]。
- 1943年12月20日：貨物営業廃止、これに伴い一般貨物の業務は新義州駅に移管[4]。
- 日時不明：江岸駅に改称の上で営業再開。

## 隣の駅
江岸線
新義州青年駅 - 江岸駅